# Benito Menni
Benito Menni (Benedetto Menni), född 11 mars 1841 i Milano, Italien, död 24 april 1914 i Dinan, Frankrike, var en italiensk katolsk präst. Helgonförklarad 1999, festdag 24 april.
Menni grundade i Granada Hermanas Hospitalarias del Sagrado Corazón de Jesús, en kongregation med syfte att vårda sjuka och döende. Menni helgonförklarades av påve Johannes Paulus II den 21 november 1999.